# Progressione del record olimpico dei 200 metri piani maschili
La tabella sottostante riporta la progressione del record olimpico nella specialità dei 200 metri piani maschili.
| Tempo  | Atleta               | Paese       | Luogo             | Data        | Note            |
| ------ | -------------------- | ----------- | ----------------- | ----------- | --------------- |
| 22”1/5 | J. Walter Tewksbury  | Stati Uniti | Parigi            | 22 lug 1900 |                 |
| 22”1/5 | Bobby Kerr           | Canada      | Londra            | 21 lug 1908 |                 |
| 22”2   | Carl Cooke           | Stati Uniti | Stoccolma         | 10 lug 1912 |                 |
| 21”9   | Ralph Craig          | Stati Uniti | Stoccolma         | 10 lug 1912 |                 |
| 21”9   | William Applegarth   | Stati Uniti | Stoccolma         | 10 lug 1912 |                 |
| 21”9   | Donnel Young         | Stati Uniti | Stoccolma         | 10 lug 1912 |                 |
| 21”8   | Donald Lippincott    | Stati Uniti | Stoccolma         | 10 lug 1912 |                 |
| 21”7   | Ralph Craig          | Stati Uniti | Stoccolma         | 11 lug 1912 |                 |
| 21”3/5 | Jackson Scholz       | Stati Uniti | Parigi            | 9 lug 1924  |                 |
| 21”6   | Helmut Körnig        | Germania    | Amsterdam         | 31 lug 1928 |                 |
| 21”5   | Jackson Scholz       | Stati Uniti | Los Angeles       | 2 ago 1932  |                 |
| 21”5   | William Walters      | Sudafrica   | Los Angeles       | 2 ago 1932  |                 |
| 21”5   | Edward Tolan         | Stati Uniti | Los Angeles       | 2 ago 1932  |                 |
| 21”4   | Carlos Bianchi Lutti | Argentina   | Los Angeles       | 2 ago 1932  |                 |
| 21”4   | Arthur Jonath        | Germania    | Los Angeles       | 2 ago 1932  |                 |
| 21”2   | Edward Tolan         | Stati Uniti | Los Angeles       | 3 ago 1932  |                 |
| 21”1   | Jesse Owens          | Stati Uniti | Berlino           | 4 ago 1936  |                 |
| 20”7   | Jesse Owens          | Stati Uniti | Berlino           | 5 ago 1936  |                 |
| 20”7   | Andrew Stanfield     | Stati Uniti | Helsinki          | 23 lug 1952 |                 |
| 20”6   | Robert Morrow        | Stati Uniti | Melbourne         | 27 nov 1956 | Record mondiale |
| 20”5   | Livio Berruti        | Italia      | Roma              | 3 set 1960  | Record mondiale |
| 20”5   | Livio Berruti        | Italia      | Roma              | 3 set 1960  | Record mondiale |
| 20”5   | Paul Drayton         | Stati Uniti | Tokyo             | 17 ott 1964 |                 |
| 20”3   | Henry Carr           | Stati Uniti | Tokyo             | 17 ott 1964 |                 |
| 20”3   | Tommie Smith         | Stati Uniti | Città del Messico | 15 ott 1968 |                 |
| 20”2   | Peter Norman         | Australia   | Città del Messico | 15 ott 1968 |                 |
| 20”2   | Tommie Smith         | Stati Uniti | Città del Messico | 15 ott 1968 |                 |
| 20”1   | John Carlos          | Stati Uniti | Città del Messico | 16 ott 1968 |                 |
| 20”1   | Tommie Smith         | Stati Uniti | Città del Messico | 16 ott 1968 |                 |
| 19”83  | Tommie Smith         | Stati Uniti | Città del Messico | 16 ott 1968 | Record mondiale |
| 19”80  | Carl Lewis           | Stati Uniti | Los Angeles       | 8 ago 1984  |                 |
| 19”75  | Joe DeLoach          | Stati Uniti | Seul              | 28 set 1988 |                 |
| 19”73  | Michael Marsh        | Stati Uniti | Barcellona        | 5 ago 1992  |                 |
| 19”32  | Michael Johnson      | Stati Uniti | Atlanta           | 1 ago 1996  | Record mondiale |
| 19”30  | Usain Bolt           | Giamaica    | Pechino           | 20 ago 2008 | Record mondiale |